# Laura Vandervoort
Laura Dianne Vandervoort (Toronto, 22 september 1984) is een Canadese actrice.
Ze werd in 1984 in Toronto geboren als dochter van een Canadese moeder en een Nederlandse vader. Vandervoort studeerde Engels en psychologie aan de York University, maar rondde deze niet af.
Ze begon in Canadese kindertelevisieseries te spelen op dertienjarige leeftijd en speelde daarnaast ook in Disney televisiefilms. Op negentienjarige leeftijd speelde zij een hoofdrol in de televisieserie Instant Star. Na enkele verschijningen in CSI: Crime Scene Investigation, speelde zij de rol van "Kara Kent" in Smallville. Van 2009 tot 2011 speelde ze de rol van Lisa, de dochter van Anna, in de televisieserie V, een remake van de sciencefictionserie uit 1983.
Vanaf 2013 speelde ze de hoofdrol in de serie Bitten, waarin ze de weerwolf Elena speelt.